# Gjern

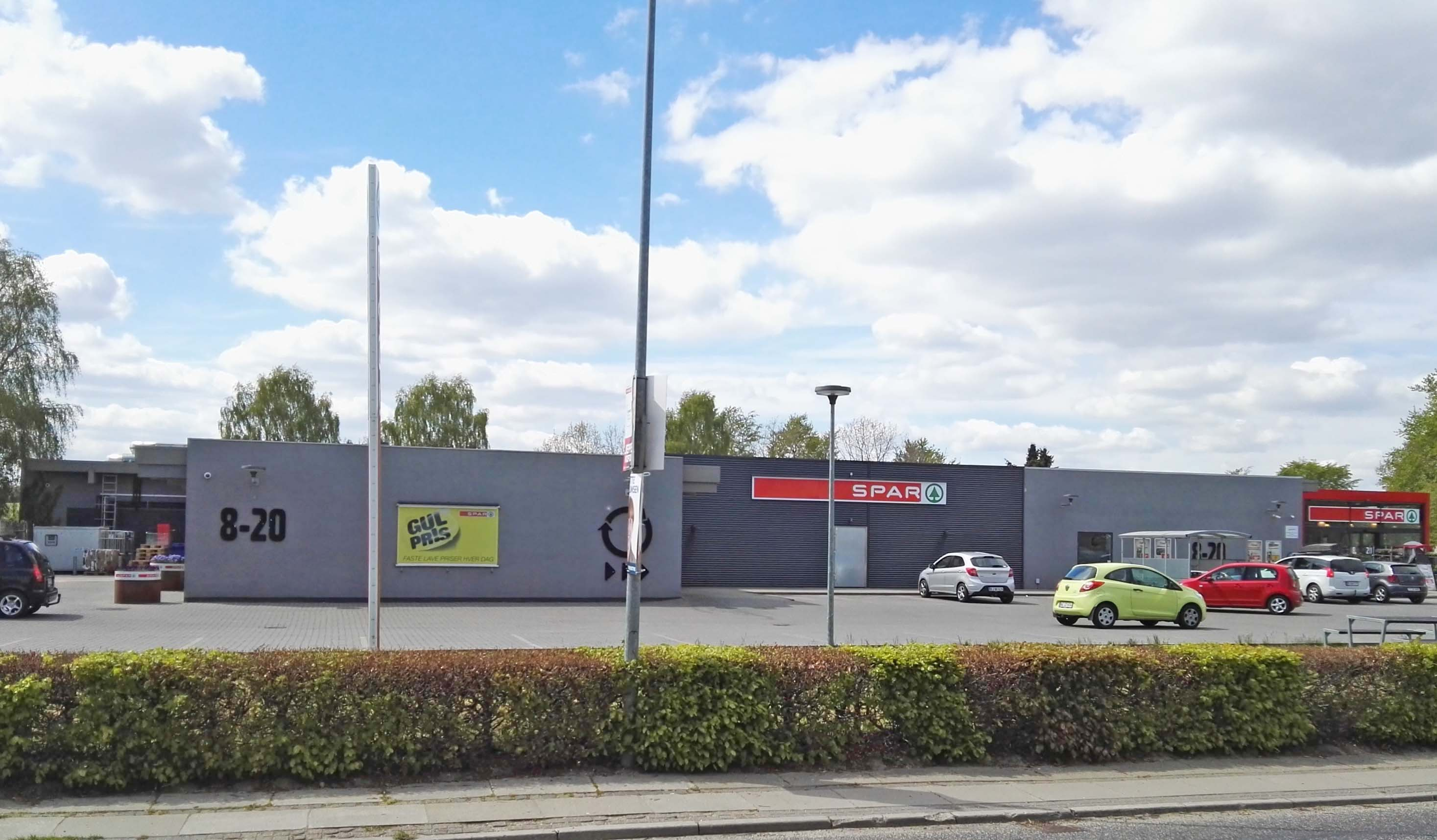
Supermercado na Søndergade 54, onde ficava a Prefeitura de Gjern

Gjern é um município da Dinamarca, localizado na região central, no condado de Arhus.
O município tem uma área de 143,77 km² e uma população de 7 962 habitantes, segundo o censo de 2003.